# Daniel Meier (Eishockeyspieler)
Daniel Meier (* 13. Januar 1972 in Hundwil) ist ein ehemaliger Schweizer Eishockeyspieler, der während seiner aktiven Laufbahn für den EV Zug, Fribourg-Gottéron, die Rapperswil-Jona Lakers, Genève-Servette HC und SC Bern in der Nationalliga A spielte und zwei Mal die Schweizer Meisterschaft gewann.

## Karriere
Der auf der Position des Stürmers agierende Hundwiler Daniel Meier spielte in seiner Jugend für den EV Zug, für den er im Verlauf der Saison 1990/91 in der Nationalliga A debütierte. Rasch etablierte er sich dort als Stammkraft, ehe der Linksschütze 1995 zu Fribourg-Gottéron wechselte. In der Ära von Wjatscheslaw Bykow und Andrei Chomutow absolvierte er im Spieljahr 1996/97 mit 20 Toren und 16 Torvorlagen in 45 Spielen der Qualifikation seine statistisch erfolgreichste Saison. Nach zwei Jahren bei Gottéron kehrte Meier nach Zug zurück, wobei er in der Saison 1997/98 mit dem EV Zug seine erste Schweizer Meisterschaft gewann.
Der links schiessende Angreifer blieb noch drei weitere Jahre beim EV Zug, ehe er 2001 ein Angebot der Rapperswil-Jona Lakers annahm. Für diese stand er ein Jahr lang in der höchsten Spielklasse auf dem Eis. Anschliessend folgte von 2002 bis 2005 ein Engagement beim Genève-Servette HC. Ab der Saison 2005/06 stand Meier in der Hauptstadt beim SC Bern unter Vertrag, mit dem er in der Spielzeit 2009/10 die Schweizer Meisterschaft errang. Seine Laufbahn liess er im Frühjahr 2010 beim SC Langenthal in der National League B ausklingen.

### International
Für die Schweiz nahm Meier an den Junioren-Weltmeisterschaften 1991 und 1992 teil. Für die Seniorenauswahl stand er in zwölf Partien auf dem Eis.

## Erfolge und Auszeichnungen
- 1998 Schweizer Meister mit dem EV Zug
- 2010 Schweizer Meister mit dem SC Bern